# Neue leben
Die neue leben Versicherungsgruppe ist eine deutsche Versicherungsgruppe mit Sitz in Hamburg. Sie kooperiert im Bereich der Vorsorge und Absicherung mit zahlreichen Sparkassenpartnern im gesamten Bundesgebiet und bietet vor allem kapitalbildende Versicherungsprodukte an.

## Unternehmensstruktur
Die neue leben Holding AG ist nicht börsennotiert. Die Anteile werden von verschiedenen Unternehmen gehalten. Der größte Anteilseigner ist die HDI Deutschland Bancassurance GmbH mit derzeit 67,5 Prozent minus einer Aktie. Weitere Aktionäre sind die Haspa Finanzholding sowie die Sparkasse Bremen und die Mittelbrandenburgische Sparkasse. Unter der neue leben Holding AG stehen die neue leben Lebensversicherung AG, die neue leben Unfallversicherung AG und die neue leben Pensionsverwaltung AG.

## Beteiligungen
Die neue leben Holding AG hat verschiedene Tochterunternehmen gegründet. Sie hält derzeit 100 Prozent der Anteile und Beteiligungen an der neue leben Lebensversicherung AG sowie an der neue leben Unfallversicherung AG. An der neue leben Pensionsverwaltung AG ist die neue leben Holding AG mit 49 Prozent beteiligt, die restlichen Anteile werden von acht deutschen Sparkassen gehalten:
- HASPA Finanzholding
- Die Sparkasse Bremen AG
- Mittelbrandenburgische Sparkasse
- Kreissparkasse Köln
- Sparkasse Hannover
- Nassauische Sparkasse
- Frankfurter Sparkasse
- Stadtsparkasse Düsseldorf

Die neue leben Pensionskasse AG ist wiederum eine 100-prozentige Tochter der neue leben Pensionsverwaltung AG.

## Geschichte
1965 wurde die neue leben als Tochter der Neue Sparkasse von 1864 AG (neuspar) gegründet. Zweiter Aktionär der neue leben Lebensversicherung AG wurde 1970 die Sparkasse Bremen AG. Zwei Jahre später fusionierten die Hamburger Sparkasse von 1827 und die Neue Sparkasse von 1864 zur Haspa (Hamburger Sparkasse). Die Sparkasse zu Lübeck AG wurde im Jahre 1989 dritter Aktionär der neuen leben. Zeitgleich wurde auch die neue leben Unfallversicherung AG gegründet und die angebotene Produktpalette erweitert. 1991 folgten mit der Ostsächsischen Sparkasse Dresden, der OstseeSparkasse Rostock sowie der Sparkasse Mecklenburg-Nordwest drei weitere Aktionäre. Zudem erweiterte die Mittelbrandenburgische Sparkasse in Potsdam unmittelbar ein Jahr danach den Aktionärskreis.
In der Zeit zwischen 1993 und 1995 kam es zu einer Zusammenfassung der neue leben Lebensversicherung AG und der neue leben Unfallversicherung AG unter dem Dach der neue leben Holding AG. 1996 erwarben die Ostsächsische Sparkasse Dresden, die Ostseesparkasse Rostock, die Sparkasse Mecklenburg-Nordwest und die Mittelbrandenburgische Sparkasse in Potsdam weitere Anteile an der neue leben Holding AG. Die neue leben Pensionsverwaltung AG wurde im Jahr 2001 als Holding für die zu gründenden Gesellschaften auf dem Gebiet der betrieblichen Altersversorgung gebildet. Acht deutsche Sparkassen teilen sich 51 Prozent der Aktionärsanteile (siehe oben). Im darauffolgenden Jahr wurde die neue leben Pensionskasse AG gegründet.
Im Jahr 2004 übernahm die Talanx AG (jetzt: HDI Deutschland Bancassurance GmbH) mit 67,5 Prozent minus einer Aktie die Mehrheit an der neue leben Holding AG. Dabei blieben die Anbindung an die bisherigen Aktionäre und Sparkassenpartner bestehen. 2017 starteten neue leben und IDEAL eine Kooperation bei Pflegerentenversicherungen.

## Belege
1. ↑  Talanx | neue leben. Abgerufen am 16. Juli 2020.
2. ↑  Gesellschaften und Aktionäre - neue leben. Abgerufen am 16. Juli 2020.
3. ↑  Pflege (PDF) neue-leben.de.
4. ↑  Risiken absichern Pflegerentenversicherung - neue leben. Abgerufen am 16. Juli 2020.

Koordinaten: 53° 32′ 45,8″ N, 10° 1′ 35,3″ O